# Hycleus duodecimmaculatus
Hycleus duodecimmaculatus là một loài bọ cánh cứng trong họ Meloidae. Loài này được A. G. Olivier miêu tả khoa học năm 1811.